# Bombeiros de Portugal
Os Bombeiros de Portugal são o ramo e espinha dorsal da proteção civil em Portugal.
Em 2013, Portugal contava com 42 592 bombeiros voluntários e 6 363 profissionais.

## Missão e competências
Um Corpo de Bombeiros é uma unidade operacional tecnicamente organizada, preparada e equipada para o cabal do exercício de várias missões:
1) O combate a incêndios.
2) O socorro às populações em caso de incêndios, inundações, desabamentos, abalroamentos e em todos os acidentes, catástrofes ou calamidades.
3) O socorro a náufragos e buscas subaquáticas.
4) O socorro e transporte de sinistrados e doentes, incluindo a urgência pré-hospitalar.
5) A prevenção contra incêndios em edifícios públicos, casas de espetáculos e divertimento público e outros recintos, mediante solicitação e de acordo com as normas em vigor, nomeadamente durante a realização de eventos com aglomeração de público.
6) A emissão, nos termos da lei, de pareceres técnicos em matéria de prevenção e segurança contra riscos de incêndio e outros sinistros.
7) A colaboração em outras atividades de proteção civil, no âmbito do exercício das funções específicas que lhes forem cometidas.
8) A participação noutras ações para as quais estejam tecnicamente preparados e se enquadrem nos seus fins específicos.
9) O exercício de atividades de formação cívica, com especial incidência nos domínios da prevenção contra o risco de incêndio e outros acidentes domésticos.

## Organização
Os elementos que compõem os corpos de bombeiros voluntários ou mistos, integram os seguintes quadros de pessoal:
1. Quadro de comando;
2. Quadro ativo;
3. Quadro de reserva;
4. Quadro de honra.

Nos municípios podem existir os seguintes corpos de bombeiros:
1. Corpos de bombeiros profissionais;
2. Corpos de bombeiros mistos;
3. Corpos de bombeiros voluntários;
4. Corpos privativos de bombeiros.

Os corpos de bombeiros profissionais têm as características seguintes:
1. São criados, detidos e mantidos na dependência direta de uma câmara municipal;
2. São exclusivamente integrados por elementos profissionais;
3. Detêm uma estrutura que pode compreender a existência de regimentos, batalhões, companhias ou secções, ou pelo menos, de uma destas unidades estruturais;
4. Designam-se bombeiros sapadores.

Os corpos de bombeiros mistos têm as características seguintes:
1. São dependentes de uma câmara municipal ou de uma associação humanitária de bombeiros;
2. São constituídos por bombeiros profissionais e por bombeiros voluntários, sujeitos aos respetivos regimes jurídicos;
3. Estão organizados, de acordo com o modelo próprio, definido pela respetiva câmara municipal ou pela associação humanitária de bombeiros.

Os corpos de bombeiros voluntários têm as características seguintes:
1. Pertencem a uma associação humanitária de bombeiros;
2. São constituídos por bombeiros em regime de voluntariado;
3. Podem dispor de uma unidade profissional mínima.

Os corpos privativos de bombeiros têm as características seguintes:
1. Pertencem a uma pessoa coletiva privada que tem necessidade, por razões da sua atividade ou do seu património, de criar e manter um corpo profissional de bombeiros para autoproteção;
2. São integrados por bombeiros com a formação adequada;
3. Organizam-se segundo um modelo adequado às suas missões e objetivos.
4. Têm uma área de atuação definida dentro dos limites da propriedade da entidade ou entidades à qual pertencem, podendo atuar fora dessa área por requisição do presidente de câmara no respetivo município, ou da ANPC, quando fora do município, que suporta os encargos inerentes;
5. A sua criação e manutenção constituem encargo das entidades a que pertencem, não sendo abrangidas por apoios da ANPC.

## Instituições
- Liga dos Bombeiros Portugueses: associação fundada em 1930, membro do Conselho Nacional de Bombeiros. Pretende confederar todas as associações e corpos de bombeiros.

- Escola Nacional de Bombeiros

- Associação Nacional de Bombeiros Profissionais: associação criada em 1991, membro do Conselho Nacional de Bombeiros.

## História
D. João I, através da Carta Régia de 23 de Agosto de 1395, tomou a primeira iniciativa em promulgar a organização do primeiro Serviço de Incêndios de Lisboa, ordenando que:
"…em caso que se algum fogo levantas-se, o que Deus não queria, que todos os carpinteiros e calafates venham àquele lugar, cada um com seu machado, para haverem de atalhar o dito fogo. E que outros sim todas as mulheres que ao dito fogo acudirem, tragam cada uma seu cântaro ou pote para acarretar água para apagar o dito fogo".
No Porto, os Serviços de Incêndio também funcionaram desde o século XV. A sua Câmara, na reunião de 14 de Julho de 1513, decidiu:
"Eleger diversos cidadãos para fiscalizar se os restantes moradores da cidade apagavam o lume das cozinhas à hora indicada pelo sino da noite".
A mesma Câmara, na reunião de 9 de Setembro de 1612, "ordenou que fossem notificados os carpinteiros da cidade de que iriam receber machados e outras pessoas de que entrariam na posse de bicheiros, para que, havendo incêndios, acudissem a ele com toda a diligência"
Mas só no Reinado de D. João IV por volta de 1646, se tentou introduzir em Lisboa o sistema usado em Paris, tendo o Senado aprovado a aquisição de diverso material e equipamentos e concedendo prerrogativas a nível de remunerações e de habitações.
A instalação, em Lisboa, dos três primeiros "quartéis", foi decidida por D. Afonso VI, em 28 de Março de 1678:
"O Senado ordenará, com toda a brevidade, que nesta cidade haja três armazéns... e que estejam providos de todos os instrumentos que se julgarem necessários para se acudir aos incêndios, e escadas dobradas de altura competente, para que, com toda a prontidão, se possam remediar logo no princípio…
Três anos depois, em 1681, a reorganização, prosseguiu, tendo sido mandado vir da Holanda, duas bombas e uma grande quantidade de baldes de couro, sendo distribuídos 50, por cada bairro. Os pedreiros, os carpinteiros e outros mestres passaram a ser alistados para o combate aos sinistros, ficando sujeitos a uma pena de prisão por cada incêndio, a que não comparecessem.
A prevenção continuava a ser considerada fundamental, para se evitarem maiores catástrofes, tendo apresentado o Senado da Câmara de Lisboa, em 1714, a Sua Majestade, D. João V, diversas medidas:
"Haverá três armazéns: um no meio do Bairro Alto; outro no meio do Bairro da Alfama e outro no meio do Bairro de intermédio dos dois bairros. Em cada um destes estarão duas bombas, quatro escadas…; uma dúzia de baldes com suas cordas…"
No reinado do D. João V, em 1722, é fundada no Porto a Companhia do Fogo ou Companhia da Bomba, constituída por 100 "homens práticos", capazes de manobrarem a "Bomba, machados e fouces".

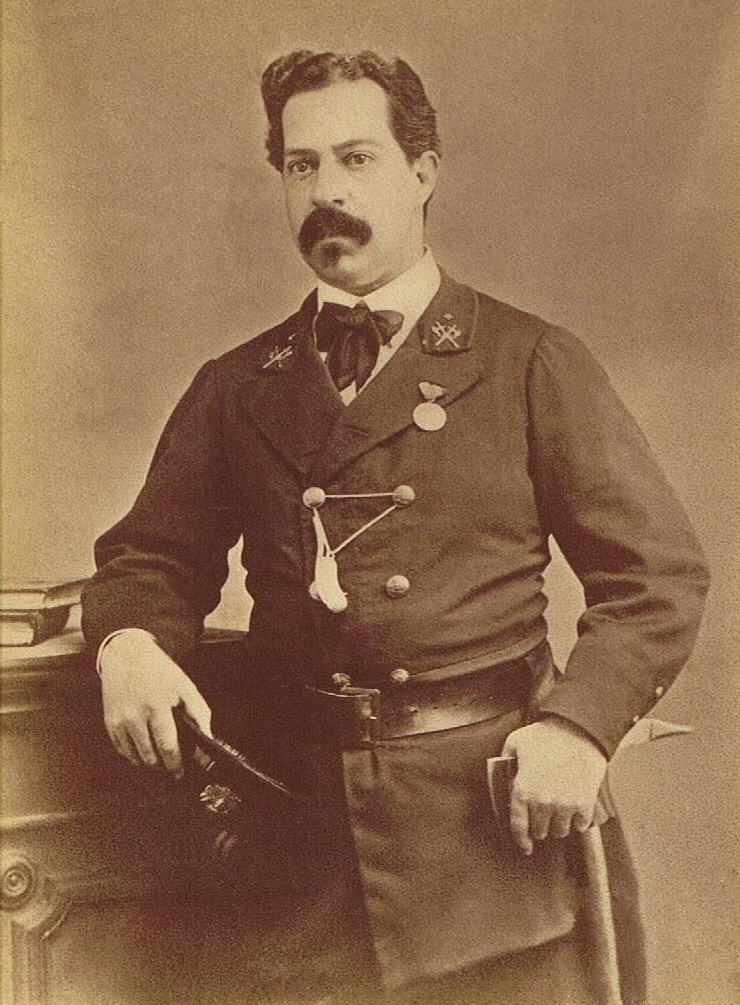
Guilherme Cossoul, fundador da Companhia de Voluntários Bombeiros de Lisboa, em 1868

O termo "Bombeiro", que está intimamente ligado às bombas, um dos equipamentos mais avançados para a época, e que as Corporações consideraram da maior utilidade, surgiu, pela primeira vez, em Lisboa, no ano de 1734. Neste mesmo ano foram adquiridas mais quatro bombas, em Inglaterra.
A primeira Companhia de Bombeiros de Lisboa, criada em 17 de Julho de 1834 pela Câmara Municipal, que ficou também conhecida por Companhia do Caldo e do Nabo, designação para a qual não foi encontrada uma explicação lógica.
A partir do ano 1868, foram introduzidas as bombas a vapor, originando a obrigatoriedade dos proprietários instalarem bocas de incêndio nos prédios. Apareceu também a escada "Fernandes", precursora da "Magirus" e foi instituída a classe de Sotas — bombeiros permanentes, cuja denominação era atribuída aos Capatazes dos antigos aguadeiros.
O movimento Associativo dos Bombeiros começou com a Companhia de Voluntários Bombeiros de Lisboa, criada, em 1868, e que depois, em 1880, passou a Associação de Bombeiros Voluntários.